# Akita (Akita)
Akita (秋田市 Akita-shi?) es una ciudad y capital de la prefectura de Akita, Japón. En octubre de 2019 tenía una población estimada de 306.178 habitantes y una densidad de población de 338 personas por km². Su área total es de 906,07 km².
Cerca de la ciudad se encuentra uno de los puertos petroleros más importantes de Japón. La refinería de petróleo, la madera, la metalurgia y la producción de textiles de seda son las industrias más importantes.

## Historia
La ciudad fue fundada oficialmente el 1 de abril de 1889. Fue uno de los lugares más importantes en Tohoku desde la Edad Media. En el siglo VIII, Akita era una importante fortaleza. Los clanes zetaio de Akita y Satake establecieron su capital en Akita.
La zona donde se encuentra la actual Akita formaba parte de la antigua provincia de Dewa, y ha estado habitada desde hace miles de años. Las ruinas Jizōden están dentro de los límites de la ciudad y son un importante yacimiento arqueológico, con utensilios desde la época paleolítica hasta los períodos de Jomon y Yayoi japoneses. Durante el período de Nara, la corte Yamato fundó el Castillo de Akita en el año 733 d. C. para poner bajo su control a las tribus locales Emishi. El territorio fue gobernado por una sucesión de clanes samuráis locales en el periodo Sengoku, antes de quedar bajo el control del clan Satake del dominio Kubota durante el período Edo. Bajo el shogunato Tokugawa, se desarrolló una ciudad fortificada alrededor del castillo Kubota.

## Geografía
La ciudad de Akita se encuentra en las llanuras costeras del centro de la prefectura de Akita, bordeada por el Mar de Japón a Occidente. El río Omoño atraviesa el centro de la ciudad.

### Localidades circundantes
- Prefectura de Akita
  - Daisen
  - Gojōme
  - Ikawa
  - Kamikoani
  - Katagami
  - Kitaakita
  - Senboku
  - Yurihonjō

### Clima
Akita pertenece a una zona de transición climática de clima subtropical húmedo y es curiosamente la ciudad más poblada al extremo norte de esta zona climática dentro de Japón, en la frontera muy de cerca con el clima continental húmedo zonas, comparables a Nueva York, EE. UU. Akita se caracteriza con inviernos fríos, muy propensos a nieve, y unos cálidos y húmedos veranos. Los promedios mensuales oscilan entre 0.1 °C (32.2 °F) en enero a 24,9 °C (76,8 °F) en agosto. Debido a su ubicación, cerca de la costa del Mar de Japón, que recibe una fuerte nevada, justo por encima de 377 centímetros (148 pulgadas) por temporada. Dicha acumulación ocurre principalmente de diciembre a marzo. La precipitación está bien distribuida y es significativa lo largo del año, pero es mayor en la segunda mitad.

## Economía
La economía de Akita sigue dependiendo en gran medida de la agricultura (especialmente el cultivo del arroz), la silvicultura y la extracción de minerales. Akita contiene uno de los yacimientos de petróleo más importantes de Japón. La refinación de petróleo, la madera, la metalurgia y la producción de tejidos de seda son las industrias principales. En Akita hay dos bancos regionales que dan servicio a la prefectura de Akita y a la mayor región de Tohoku: el Akita Bank y el Banco de Hokuto.

## Educación

### Universidades
- Universidad de Akita
- Universidad de la Prefectura de Akita
- Universidad Internacional de Akita
- Universidad del Norte de Asia
- Cruz Roja japonesa, Colegio de Enfermería
- Universidad de Arte
- Colegio junior Nutrición
- Colegio junior Misono Gakuen
- Universidad Abierta, Centro de Aprendizaje
- Escuela Secundaria de Akita

## Transporte

### Aeropuertos
- Aeropuerto de Akita

### Ferrocarril
- JR East - Akita Shinkansen, Akita
- JR East - Ou Main Line, Ōbarino - Wada - Yotsugoya -Akita - Tsushizaki - Kami-Iijima - Oiwake
- JR East - Uetsu Main Line, Shimohama - Katsurane - Araya - Ugo-Ushijima - Akita
- JR East - Oga line, estación de Oga
- Empresa Ferroviaria Akita Rinkai

### Carretera
- Akita Expressway
- Nihonkai-autopista Tohoku
- Ruta Nacional 7
- Ruta Nacional 13
- Ruta Nacional 46
- Ruta Nacional 101
- Ruta Nacional 285
- Ruta Nacional 341

### Bus
- Akita Chuo Kotsu

### Puertos marítimos
- Puerto de Akita

## Medios de comunicación
- Akita Broadcasting System
- Akita Televisión
- Akita Asahi Radiodifusión

## Atracciones locales
- Sitio del castillo de Kubota (Senshu Park)
- Sitio del castillo de Akita (Takashimizu Park)
- Sitio del castillo de Minato (Tsuchizaki Gaiku Park)
- Ruinas Jizōden
- Museo de la Prefectura de Akita
- Akita Senshu Museo de Arte
- Akita Museo de Arte
- Akita Omoriyama Zoo
- Akita Prefectural Estadio de Béisbol
- Estadio Soyu
- Gimnasio de la Prefectura de Akita
- Pagoda de la Paz de Akita

## Relaciones internacionales

### Ciudades hermanadas
- Lanzhou, China – desde el 5 de agosto de 1982
- Passau, Alemania – desde el 8 de abril de 1984
- Borough de Península de Kenai, Estados Unidos – desde el 22 de enero de 1992
- Vladivostok, Rusia – desde el 29 de junio de 1992
- St. Cloud, Estados Unidos – desde 1993

## Aparición televisiva
En la serie de televisión Shin-chan, los abuelos paternos del protagonista viven en esta zona.
También en el anime Himouto! Umaru-chan Nana Ebina vivía en esta ciudad.
En la película Principios del Verano (Ozu, 1951), Noriko se irá desde Tokio a vivir a Akita, una vez que se case.

## Apariciones marianas
Nuestra Señora de Akita es el título de una aparición mariana referida en 1973 por la hermana Agnes Katsuko Sasagawa en la remota área de Yuzawadai, cerca de la ciudad de Akita. Las apariciones fueron aprobadas por la Santa Sede en 1988. La aprobación de 1988 fue firmada por el Cardenal Joseph Aloisius Ratzinger, quien tiempo después se convertiría en el Papa Benedicto XVI.